# سكوت تشيبرفيلد
سكوت كينيث تشيبرفيلد (بالإنجليزية: Scott Kenneth Chipperfield) (مواليد 30 ديسمبر 1975 في سيدني) لاعب كرة قدم أسترالي يلعب حاليا لصالح نادي بازل السويسري .

## روابط خارجية
- سكوت تشيبرفيلد على موقع الاتحاد الدولي (مؤرشف)  (الإنجليزية)
- سكوت تشيبرفيلد على موقع قاعدة بيانات كرة القدم.إي يو (الإنجليزية)
- سكوت تشيبرفيلد على موقع ناشيونال فوتبول تيمز (الإنجليزية)
- سكوت تشيبرفيلد على موقع Soccerbase.com (لاعب) (الإنجليزية)
- سكوت تشيبرفيلد على موقع Soccerway.com (الإنجليزية)
- سكوت تشيبرفيلد على موقع كووورة